# Замок Броди
Замок Броди (англ. Brodie Castle) — хорошо сохранившийся замок расположенный примерно в 3,5 милях (5,5 км) к западу от Форреса в округе Мори (Шотландия). Замок входит в список зданий категории А, а территория включена в Перечень садов и ландшафтных дизайнов Шотландии.

## История

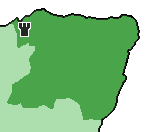
Расположение замка Броди на северо-востоке Шотландии.

Замок был построен в 1567 году кланом Броди, но был разрушен пожаром в 1645 году Льюисом Гордоном из клана Гордон, 3-м маркизом Хантли.
В 1824 году архитектору Уильяму Берну было поручено преобразовать его в большой особняк в стиле шотландских баронов, но эти дополнения так и не были завершены и позднее были переделаны Джеймсом Уилсоном (ок. 1845 года).
Клан Броди владел замком до начала XXI века. Земли, на которых расположен замок, принадлежали клану примерно с 1160 года, когда король Малкольм IV отдал землю семье.

## Настоящее время

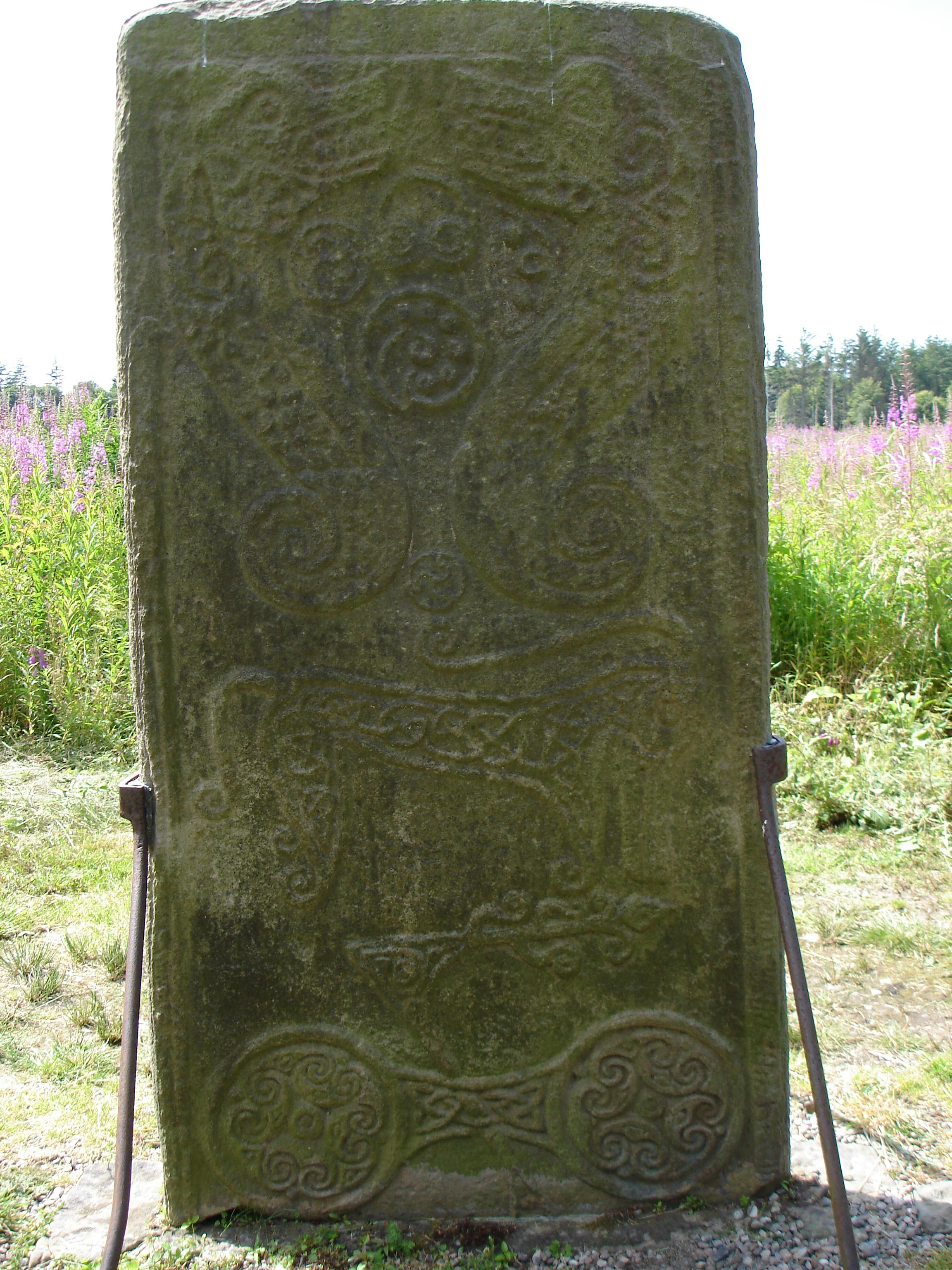
Камень Родни.

Архитектурно, замок имеет очень хорошо сохранившуюся центральную крепость XVI века с двумя 5-этажными башнями в противоположных углах. Внутренняя часть замка также хорошо сохранилась, в замке находится антикварная мебель, восточные артефакты и расписные потолки, в основном датируемые XVII—XIX веками.
На данный момент замок принадлежат Национальному фонду Шотландии и открыт для посещения в течение всего года. Замок можно арендовать для проведения свадеб и мероприятий в помещении или на открытом воздухе. На территории замка находится древний пиктский памятник, известный как камень Родни. Камень наиболее известен своей надписью. Это самая длинная из всех пиктских надписей и, как и большинство пиктских надписей, написана на алфавите огама. Бо́льшая часть надписи выветрилась, но она содержит пиктское имя «Ethernan» (выдающийся пиктский святой), написанное как «EDDARRNON».